# Carl Christoph Eckner
Carl Christoph Eckner (auch Karl Christoph Eckner, * 2. September 1743 in Saalburg; † 13. Mai 1807 in Rudolstadt) war ein deutscher Mediziner und Arzt in Rudolstadt.

## Leben
Carl Christoph Eckner besuchte Schulen in Saalburg und Gera, studierte danach an der Universität Leipzig Medizin und wurde 1764 Physikus in Königsee.
Im September 1773 wurde Eckner bei Heinrich Friedrich Delius an der medizinischen Fakultät der Universität in Erlangen mit seiner Dissertation De paralysi utriusque brachii post febrem scarlatinam orta promoviert und wirkte anschließend bis an sein Lebensende als Arzt in Rudolstadt. Er trug den Titel eines Hofrats und wurde vor allem durch seine Schriften über das „Gallenfieber“ und über die Geschichte der Ruhr im Jahr 1800 bekannt.
Am 19. September 1789 wurde er mit dem akademischen Beinamen Euphorbus III. unter der Matrikel-Nr. 893 als Mitglied in die Leopoldina aufgenommen.

## Schriften
- Dissertatio Inauguralis Medica De Paralysi Utriusque Brachii Post Febrem Scarlatinam Orta. Walther, Erlangen 1773 (Digitalisat).
- Beytrag zur Geschichte epidemischer Gallenfieber nebst beygefügter Beschreibung eines medicinisch-gerichtlichen Falles, wo ein gefährliches gallicht-schleimiches Fieber nach erlittener Gewaltthätigkeit usw. entstanden war. Böhme, Leipzig 1790 (Digitalisat).
- Beytrag zur Geschichte der Ruhr im Jahre 1800 nebst einem medizinisch-gerichtlichen Falle, daß eine Zwetsche, in welcher Pillen eingenommen worden, im Speisekanale stecken geblieben ist, und bald darauf den Tod nach sich gezogen hat. Perthes, Gotha 1801.